# Samosir
Samosir – wyspa w Indonezji na jeziorze Toba na Sumatrze. Ma powierzchnię 630 km² i jest największą na świecie wyspą położoną na jeziorze na innej wyspie. Do 1905 roku miejscowa ludność praktykowała kanibalizm.
Główne miejscowości: Pangururan, Mogang, Tuk Tuk, Simanindo, Nainggolan, Nanrunggu, Tomok i Ambarita.